# Wikimedia Deutschland
Wikimedia Deutschland (Wikimedia Deutschland – Gesellschaft zur Förderung Freien Wissens e.V., 'Wikimedia Deutschland – towarzystwo promowania rozwoju wolnej wiedzy') – stowarzyszenie twórców i użytkowników niemieckojęzycznych projektów Wikimedia Foundation i jednocześnie jej lokalny partner na terenie Niemiec.
Zostało założone 13 czerwca 2004 i stało się pierwszym lokalnym partnerem Wikimedia Foundation. W maju 2012 liczyło ponad 6900 członków, a w 2022 przekroczyło 100 tysięcy członków. 
W 2016 roku pozyskało ok. 5,4 milionów euro. Organizacja zatrudnia ponad 100 pracowników. Do głównych projektów stowarzyszenia należy prowadzenie serwisu Wikidane.